# 南森护照
南森护照（英語：Nansen passports），正式名称为无国籍人士护照（stateless persons passports），是一种被国际承认的难民旅行证件，由國際聯盟首推，最初是為俄国内战的难民而设。1933年，亚美尼亚人、亚述人和土耳其人也进入了颁发的范围。南森护照是挪威外交官弗里德托夫·南森在1922年設計。统筹南森护照签发事宜的南森国际难民办公室於1938年获得诺贝尔和平奖。

## 历史
第一次世界大战的结束带来了世界动荡，许多政府被推翻，国家边界被重新划分。一些国家爆发了内战，许多人因战争或迫害而被迫离开故乡。这场动荡导致许多人无法获得护照，甚至没有国家可以给他们签发护照，造成国际旅行上的困难。根据1922年7月3日至7月5日在日内瓦由弗里德托夫·南森召集的俄罗斯难民身份证明政府间会议达成的国际协议，颁发了第一份南森护照。南森也成为国际联盟的难民事务高级专员。到1942年，有52个国家承认该护照，总共发出了大约45万本。

## 著名持有人
- 馬克·夏卡爾
- 弗拉基米爾·弗拉基米羅維奇·納博科夫[3]
- 亚里士多德·奥纳西斯
- 安娜·巴甫洛娃
- 尤里·梅森-雅辛
- 谢尔盖·拉赫玛尼诺夫[3]
- 伊戈尔·斯特拉文斯基[3]
- 亚历山大·格罗滕迪克